# SRG SSR
SRG SSR은 스위스의 공영 방송이다. 1931년에 설립되었으며 베른에 본부를 두고 있다.

## 이름의 유래
SRG SSR의 이름은 여기에서 유래되었다.
- SRG - 독일어의 "Schweizerische Radio- und Fernsehgesellschaft"
- SSR - 프랑스어의 "Société suisse de radiodiffusion et télévision" 또는 이탈리아어의 "Società svizzera di radiotelevisione" 또는 로망슈어의 Societad svizra da radio e televisiun"

## 방송 기구
SRG SSR은 베른에 위치한 본부와 각각 4개의 방송 기구가 있으며, 각각 스위스의 4개 국어를 담당하고 있다.
- Schweizer Radio und Fernsehen (SRF) : 독일어 방송국.
- Radio télévision suisse (RTS) : 프랑스어 방송국.
- Radiotelevisione svizzera di lingua italiana (RSI) : 이탈리아어 방송국.
- Radio Television Rumantscha (RTR) : 로망슈어 방송국.

이 외에 국제 방송을 담당하는 기구로 Swiss Radio International / Swissinfo (SRI)가 있다.

## 방송 채널

### 라디오
- SRF
  - Radio SRF 1 : 독일어 종합 채널
  - Radio SRF 2 Kultur : 클래식 음악 및 문화 채널
  - Radio SRF 3 : 청소년 채널
  - Radio SRF 4 News : 뉴스 채널
  - Radio SRF Virus
  - Radio SRF Musikwelle : 대중 음악 채널
- RTS
  - La 1ère : 프랑스어 종합 채널
  - Espace 2 : 클래식 음악 및 문화 채널
  - Couleur 3 : 청소년 채널
  - Option Musique : 음악, 예능 채널
  - World Radio Switzerland(WRS) : 영어 채널로 BBC 월드 서비스와 NPR과 제휴를 맺고 있다.
- RSI
  - Rete Uno : 이탈리아어 종합 채널
  - Rete Due : 문화 채널
  - Rete Tre : 청소년 채널
- RTR
  - Radio Rumantsch : 로망슈어 채널

### 텔레비전
| - SRF - SRF 1 - SRF zwei - SRF info - RTS - RTS Un - RTS Deux - RTS Info | - RSI - La 1 - La 2 - RTR - Televisiun Rumantscha (TVR) : RTR은 자체 텔레비전 채널이 없으며 SRF 1, RSI La 2, SRF info의 일부 시간대를 빌려 방송하고 있다. |